# Кольтовер Віталій Кимович
Віталій Кимович Кольтовер (нар. 15 травня 1944, м. Орєхово-Зуєво, Московська обл., Росія) — біофізик, фізико-хімік, доктор біологічних наук (спеціальність — біофізика), кандидат фізико-математичних наук (спеціальність — хімічна фізика, у тому числі фізика горіння і вибухів).

## Біографічні відомості
Народився під час Другої світової війни 15 травня 1944 р. в Орєхово-Зуєво в сім'ї військовослужбовців.
Батько — Кольтовер Кима Мойсейович, народився в Києві в 1922 р., годинниковий майстер. Мати — Кольтовер (Нефєдьєва) Капітоліна Яківна, 1922 р.н., фельдшер. Батько був призваний в Червону Армію 10 серпня 1941 р., розвідник. Нагороджений бойовими орденами і медалями, мав кілька поранень. Після демобілізації навесні 1945 р. повернувся з родиною в Київ.

### Освіта
1961 — закінчив середню школу № 14 м. Києва.
1961—1966 — навчання в Київському державному університеті ім. Т. Г. Шевченка, фізичний факультет. Отримав диплом з відзнакою. Тема дипломної роботи — перша робота з біофізики в Україні — «Електронний парамагнітний резонанс гамма-опромінених амінокислот і білків», керівники — проф. д.ф.-м.н. О. З. Голик, КДУ, і д.б.н. Д. М. Гродзинський (пізніше — академік НАН України), Інститут фізіології рослин АН УРСР.

### Наукова робота
1966—1968 рр. — стажер-дослідник у відділі радіобіології київського Інституту фізіології рослин АН УРСР.
1967—1968 рр. — стажування в московському Інституті хімічної фізики АН СРСР (ІХФ АН СРСР), директор — академік М. М. Семенов, Нобелівський лауреат.
1968 р. — вступ до аспірантури ІХФ АН СРСР.
1971 р. — захист дисертації на здобуття наукового ступеня кандидата фізико-математичних наук, ІХФ АН СРСР, Москва. Тема роботи: «Дослідження біолігічних мембран».
Від 1972 р. — робота в ІХФ АН СРСР (нині — ІПХФ РАН, Чорноголовка, Московська область), головний науковий співробітник. За твердженням В. К. Кольтовера, протягом багатьох років він намагався повернутися на роботу в Київ, але це не вдалося реалізувати через ряд обставин, у тім числі — проблеми «прописки».
Спільно з українськими вченими Інституту геронтології АМН СРСР, видатним фізіологом В. В. Фролькисом (тоді професор, пізніше — академік НАН України) і його учнем Є. М. Горбанем (на цей час — професор) вперше в світі було показано, як один з найбільш ефективних антиоксидантів — іонол — діє на ендокринну систему.
У 70-80-х роках ХХ століття брав активну участь у створенні нового наукового напрямку — надійність біологічних систем. В 1978—1992 р. був одним з організаторів і заступником голови комісії «Надійність біологічних систем» при Науковій раді АН СРСР з проблем біологічної фізики, голова комісії — український радіобіолог Д. М. Гродзинський.
1988 р. — захист дисертації на здобуття вченого ступеня доктора біологічних наук зі спеціальності «біофізика». Дисертація була захищена в Інституті фізіології ім. О. О. Богомольця в Києві та в ІХФ АН СРСР у Москві.
Після 1986 р. — брав участь в радіоекологічних дослідженнях, зокрема, в дослідженнях по програмі «Радон».
Працював як запрошений вчений в США та Австрії, Німеччині, Ізраїлі, Індії. Брав участь в роботі міжнародних конференцій і конгресів в Австрії, Греції, Ізраїлі, Індії, Італії, Канаді, Китаї, Росії, США, Україні, Франції, Японії.
В останні роки у співпраці з українськими вченими Інституту біохімії ім. О. В. Палладіна НАН України і Петербурзьким інститутом ядерної фізики виконані перші в світі експерименти по вивченню пострадіаційного відновлювання клітин дріжджів, збагачених різними ізотопами магнію.

## Наукові інтереси
Надійність і старіння біологічних систем, магнітні ізотопи і ядерний спіновий каталіз, вільні радикали і радикали і антиоксиданти, хімічна нано-біоніка.
Член редакційної ради міжнародного наукового журналу «Успехи геронтологии» («Advances in Gerontology», Springer), член редакційної колегії міжнародного науково-практичного журналу «Проблеми старіння і довголіття» («Problems of Aging and Longevity», Україна).

## Публікації
Має понад 250 наукових праць. Серед них:

### Книги
- Koltover V.K., Labyntseva R.D., Kosterin S.O. Stable magnetic isotopes as modulators of ATPase activity of smooth muscle myosin. In: Myosin: Biosynthesis, Classes and Function (ed. D. Broadbent). New York: Nova Science Publishers Inc., 2018, p. 135—158.
- Koltover V.K. Antioxidant Therapy of Aging: From Free Radical Chemistry to Systems Theory of Reliability. In: Anti–Aging Drugs: from Basic Research to Clinical Practice (ed. Alexander M. Vaiserman), Royal Society of Chemistry Publishing: Cambridge (UK), 2017, Chapter 8, pp. 183–204.
- Koltover V.K. Nuclear spin effects in physics of living nature. In: Horizons in World Physics, Vol. 286 (ed. A. Reimer), New York: Nova Science Publishers Inc., 2015, pp. 65–78.
- Koltover V.K. Theory of reliability in systems biology: aging versus reliability. In: Recent Advances in Systems Biology Research (eds. A. X. Valente et al.), New York: Nova Science Publishers Inc., 2014, pp. 109–130.
- Koltover V.K., Korolev V.G., Kutlakhmedov Y.A. Antioxidant prophylaxis of radiation stress. In: Ionizing Radiation: Applications, Sources and Biological Effects, New York: Nova Science Publishers, Inc., 2013, pp. 117–128.
- Koltover V.K. Paramagnetic endohedral fullerenes. In: Advances in Materials Science Research (ed. M.C. Wythers), New York: Nova Science Publishers, Inc., 2011, Vol. 1, pp. 259–275. ISBN 978-1-61728-109-9.
- Koltover V.K. Endohedral fullerenes: from chemical physics to nanotechnology and nanomedicine. In: Progress in Fullerene Research (Ed. M. Lang), New York: Nova Science Publishers, 2007, pp. 199–233.
- Кутлахмедов Ю. А., Корогодин В. И., Кольтовер В. К. Основы радиоэкологии (учебное пособие). Киев (Украина): Вища школа, 2003.
- Koltover V.K. Free radical theory of aging: View against the reliability theory. In: Free Radicals and Aging (Eds. I. Emerit and B. Chance), Basel: Birkhauser, 1992, pp. 11–19.
- Гродзинский Д. М., Войтенко В. П., Кутлахмедов Ю. А., Кольтовер В. К. Надежность и старение биологических систем. Киев: Наукова думка, 1987.
- Кольтовер В. К. Спиновые метки и зонды в исследованиях модельных и биологических мембран. В кн.: Биофизика. Т. 11 (Итоги науки и техники). М.: ВИНИТИ, 1979, с. 10-100.
- Koltover V.K. Application of spin probes to the study of various biological systems. In: G.I. Likhtenstein. Spin Labelling Methods in Molecular Biology. N.Y.: J. Wiley & Sons, 1976, pp. 190–222.

### Збірники матеріалів конференцій
- Koltover V.K. Mathematical Theory of Reliability and Aging: Teaching Comes from Kiev. In: Proceedings of the Second International Symposium on Stochastic Models in Reliability Engineering, Life Science and Operations Management (SMRLO'16), 2016, pp. 386–392, IEEE CPS (The Institute of Electrical and Electronics Engineers Inc., Conference Publishing Services), 978-1-4673-9941-8/16, DOI 10.1109/SMRLO.2016.65.
- Koltover V.K. Nuclear spin catalysis: From molecular liquids to biomolecular nanoreactors. In: Physics of Liquid Matter: Modern Problems (eds. L. Bulavin, N. Lebovka), Springer Cham: Heidelberg, New York, Dordrecht, London, 2015, pp. 357–368. ISBN 978-3-319-20874-9.
- Koltover V.K. Reliability of nano devices and systems: Nuclear spins of stable magnetic isotopes as the reliability factors of biomolecular nanoreactors. In: Nanotechnology 2008, Vol. 1, Danville (CA, USA): Nano Science and Technology Institute, 2008, pp. 254–257.
- Koltover V.K. Free radical theory of aging: Quantitative reliability aspects and antioxidant intervention. In: Vienna Aging Series, Vol.5: Vitality, Mortality and Aging (ed. A.Viidik and G.Hofecker). Vienna: Facultas, 1996, pp. 173–180.
- Nohl H., Koltover V. An experimental approach to explain the age-related increase in oxygen radical generation during cell respiration. In: Vienna Aging Series, Vol. 4: Aspects of Aging and Disease (Ed. D.L. Knook and G. Hofecker), Facultas: Vienna, 1994, pp. 55–57.

### Статті в наукових журналах
- Koltover V.K. Nuclear spin catalysis: from physics of liquid matter to medical physics. J. Molecular Liquids, 2017, 235, 44-48.
- Koltover V.K. Free radical timer of aging: from chemistry of free radicals to systems theory of reliability. Current Aging Science, 2017, 10, no. 1, 12-17.
- Кольтовер В. К., Лабынцева Р. Д., Карандашев В. К., Костерин С. А. Магнитный изотоп магния ускоряет реакцию гидролиза ATP миозином. Биофизика. 2016, 61, № 2, 239—246.
- Авдеева Л. В., Кольтовер В. К. Ядерный спиновый катализ в живой природе. Вестн. Моск. университета, сер. 2 «Химия». 2016, 57, № 3, 145—153.
- Gorban E.N., Koltover V.K., Sanina N.A., Bezrukov V.V., Aldoshin S.M. Thionitrosyl binuclear iron complexes as new class of agents for anti-aging therapy. Free Radical. Biol. and Med. 2015, 87, Suppl. 1, S79.
- Кольтовер В. К. Стабильные магнитные изотопы: от спиновой химии к биомедицине. Известия Академии наук. Серия хим. 2014, № 5, 1029—1035.
- Кольтовер В. К. Ядерный спиновый катализ в нанореакторах живых клеток. Биофизика. 2013, 58, № 2, 257—263.
- Кольтовер В. К., Шевченко У. Г., Авдеева Л. В., Ройба Е. А., Бердинский В. Л., Кудряшова Е. А. Магнитно-изотопный эффект магния в живой клетке. Доклады АН. 2012, 442, № 2, 272—274 (представлена акад. А. Е. Шиловым).
- Гродзинский Д. М., Евстюхина Т. А., Кольтовер В. К., Королев В. Г., Кутлахмедов Ю. А. Влияние магнитного изотопа магния-25 на пострадиационное восстановление клеток Saccharomyces cerevisiae. Доповіді Національної академії наук України (ISSN 1025-6415). 2011, № 12, 153—157.
- Кольтовер В. К. Надежность электрон-транспортных мембран и роль анион-радикалов кислорода в старении: стохастические модуляции генетической программы. Радиационная биология. Радиоэкология. 2010, 50, № 3, 259—263.
- Кольтовер В. К. Антиоксидантная биомедицина: от химии свободных радикалов к системно-биологическим механизмам. Известия АН, сер. хим. 2010, № 1, 37-42.
- Koltover V.K. Bioantioxidants: The systems reliability standpoint. Toxicology and Industrial Health. 2009, 25 (4-5), 295—299.
- Кольтовер В. К. Эндофуллерены: от химической физики к базовым элементам для нанотехнологий и наномедицины. Рос. хим . журнал. 2009, 53, № 2, 79-85.
- Goncharova N.D, Shmaliy A.V, Bogatyrenko T.N., Koltover V.K. Correlation between the activity of antioxidant enzymes and the circadian rhythms of corticosteroids in Macaca mulatta monkeys of different age. Experimental Gerontology. 2006, 41, № 8, 778—783.
- Koltover V.K. Nanoparticles of endohedral metallofullerenes. J. Mol. Liquids. 2006, 127, 139—141.
- Koltover V.K., Logan J.W., Heise H., Bubnov V.P., Estrin Y.I., Kareev I.I., Lodygina V.P., Pines A. Diamagnetic clusters of paramagnetic endometallofullerenes: A solid state MAS NMR study. J. Phys. Chem. B. 2004, 108, № 33, 12450-12455.
- Koltover V.K. Spin-leakage of the fullerene shell of endometallofullerenes: EPR, ENDOR and NMR evidences. Carbon. 2004, 42, № 5/6, 1179—1183.
- Nath S., Pal H., Sapre A.V., Bubnov V.P., Estrin Y.I., Parnyuk T.A., Koltover V.K. Aggregation of endometallofullerene Y@C82 in polar solvents. Fuller. Nanotub. Car. N. 2004, 12, № 1, 53-57.
- Koltover V.P., Bubnov V.P., Estrin Y.I., Lodygina V.P., Davydov R.M., Subramoni M., Manoharan P.T. Spin-transfer complexes of endohedral metallofullerenes: ENDOR and NMR evidences. Phys. Chem. Chem. Phys. 2003, 5, № 13, 2774—2777.
- Bubnov V.P., Laukhina E.E., Kareev I.E., Koltover V.K., Prokhorova T.G., Yagubskii E.B., Kozmin Y.P. Endohedral metallofullerenes: A convenient gram-scale preparation. Chem. Mater. 2002, 14, № 3, 1004—1008.
- Кольтовер В. К., Парнюк Т. А., Бубнов В. П., Давыдов Р. М. Проницаемость фуллереновой оболочки эндометаллофуллерена к электронной спиновой плотности. Доклады РАН. 2002, 384, № 1, 28-30 (представлена акад. Ю. А. Осипяном).
- Кольтовер В. К., Парнюк Т. А., Бубнов В. П., Лаухина Е. Э., Эстрин Я. И., Ягубский Э. Б. Стабильность и подвижность эндометаллофуллерена La@C82 в полимерной пленке поликарбоната. Физика твердого тела. 2002, 44, № 3, 506—507.
- Кольтовер В. К. Исторические предпосылки и эволюция свободнорадикальной теории старения. Проблемы старения и долголетия. 2000, 9, № 1, 78-89.
- Кольтовер В. К. Свободнорадикальная теория старения: современное состояние и перспективы. Успехи геронтологии. 1998, вып. 2., 37-42.
- Koltover V.K. Reliability concept as a trend in biophysics of aging. J. Theor. Biol. 1997, 184, № 2, 157—163.
- Кольтовер В. К. Радоновая радиация: источники, дозы, биологические эффекты. Вестник РАН. 1996, 66, № 2, 114—119.
- Koltover V.K. The anti-hypoxic action of antioxidant BHT mediated via nitric-oxide: A study of EPR signals in tissues of rats of different ages. AGE (J. Amer. Aging. Ass.). 1995, 18, № 3, 85-89.
- Nohl H., Koltover V., Stolze K. Ischemia/reperfusion impairs mitochondrial energy conservation and triggers O2ˉ release as a by-product of respiration. Free Radical Res. Communs. 1993, 18, № 3, 127—137.
- Frolkis V.V., Gorban E.N. Koltover V.K. Effects of antioxidant butylated hydroxytoluene (BHT) on hormonal regulation and ESR signals in adult and old rats. AGE (J. Amer. Aging. Ass.) 1990, 13, № 1, 5-8.
- Фролькис В. В., Горбань Е. Н., Кольтовер В. К. Влияние антиоксиданта бутилированного гидрокситолуола (дибунола) на гормональную регуляцию у крыс разного возраста. Докл. АН СССР. 1985, 284, № 2, 499—502 (представлена акад. О. Г. Газенко).
- Капитанов А. Б., Аксенов М. Ю., Татищев О. С., Кольтовер В. К. Культура клеток Acholeplasma laidlawii как объект для изучения возрастных изменений плазматических мембран. Докл. АН СССР. 1985, 281, № 1, 186—189 (представлена акад. Н. М. Эмануэлем).
- Gus'kova R.I., Ivanov I.I., Koltover V.K., Akhobadze V.V., Rubin A.B. Permeability of bilayer lipid membranes for superoxide (O2─). Biochim. et Biophys. Acta. 1984, 778, 579—585.
- Милютин А. А., Беляева Е. И., Буланова К. Я., Кирилюк А. П., Лыскова Т. И., Окунь И. М., Аксенцев С. Л., Конев С. В., Кольтовер В. К. Структурно-функциональные изменения синаптических мембран мозга при старении. Биофизика. 1984, 29, № 4, 640—642.
- Кольтовер В. К. Теория надежности, супероксидные радикалы и старение. Успехи современной биологии. 1983, 96, 85-100.
- Кольтовер В. К. Надежность ферментативной защиты клетки от супероксидных радикалов и старение. Докл. АН СССР. 1981, 256, № 1, 199—202 (представлена акад. Н. Н. Семеновым).
- Кольтовер В. К., Кутлахмедов Ю. А., Афанасьева Е. Л. Восстановление клеток от лучевых повреждений с помощью антиоксидантов и надежность биологических систем. Докл. АН СССР. 1980, 254, № 3, 760—762 (представлена акад. Н. М. Эмануэлем).
- Кольтовер В. К. Применение метода спинового зонда в исследовании биологических мембран. Успехи биол. химии. 1974, 15, 232—254.
- Блюменфельд Л. А., Кольтовер В. К. Трансформация энергии и конформационные переходы в митохондриальных мембранах как релаксационные процессы. Мол. биология. 1972, 6, № 1, 161—166.
- Koltover V.K., Reichman L.M., Yasajtis A.A., Blumenfeld L.A. A study of spin-probe solubility in mitochondrial membranes correlated with ATP-dependent conformation changes. Biochim. Biophys. Acta. 1971, 234, 296—310.
- Кольтовер В. К., Крахмалева И. Н., Карапетян Н. В., Красновский А. А. Действие инактивирующих факторов на сигнал ЭПР и восстановление иминоксильного радикала в хроматофорах пурпурных бактерий. Биофизика. 1971, 16, № 6, 1138—1141.
- Goldfeld M.G., Koltover V.K., Rozantsev E.G., Suskina V.I. Untersuchung der Strukturbildung in Kolloidsystemen mit der Paramagnetsonde. Kolloid.-Z. und Z. Polymere. 1971, 243, no. 1, 62-66.
- Koltover V.K., Goldfeld M.G., Hendel L.Y., Rozantsev E.G. Conformation transition in biological membrane studied by the spin label method. Biochem. Biophys. Res. Communs. 1968, 32, 421—425.
- Кольтовер В. К., Кутлахмедов Ю. А., Сухоруков Б. И. Использование метода парамагнитного зонда в изучении мембран клеточных органелл. Докл. АН СССР (представлена акад. Г. М. Франком).